# Előd
Előd (fl. IX secolo) fu, secondo l'anonimo cronista autore delle Gesta Hungarorum, uno dei sette capitribù magiari che condusse il suo popolo nel bacino dei Carpazi nell'895.
Esistono tre resoconti alquanto discordanti relativi relazione di Előd con Álmos, capo dei Magiari, dall'820 circa all'895 circa.
- L'anonimo (che scrive nel 1215 circa) afferma che Előd assunse il ruolo di co-comandante assieme ad Álmos durante la conquista magiara del bacino dei Carpazi e sostiene che Álmos era il figlio di un certo Ügyek.
- Le Gesta Hunnorum et Hungarorum di Simone di Kéza (1283 circa) affermano che Előd era il padre di Álmos.
- La Chronica Picta afferma che era sia figlio di Ügyek che padre di Álmos.

Előd era il capo della tribù ungherese dei Nyék, la quale occupava la regione intorno al lago Balaton e, in particolare modo, le aree oggi note come Zala e Somogy.